# SC Austria Lustenau
Az SC Austria Lustenau egy osztrák labdarúgóklub, melynek székhelye Lustenauban van. 1914-ben alapították. A Reichshofstadion-ban játszanak.

## Játékos keret

### Jelenlegi keret
2022. január 30-i állapotnak megfelelően.
| #  |     | Poszt | Név                                                        |
| -- | --- | ----- | ---------------------------------------------------------- |
| 4  | AUT | V     | Tobias Berger                                              |
| 5  | FRA | V     | Jean Hugonet                                               |
| 6  | BEL | KP    | Brandon Baiye (kölcsönben a Clermont csapatától)           |
| 7  | AUT | V     | Fabian Gmeiner                                             |
| 8  | TUR | KP    | Cem Türkmen (kölcsönben a Clermont csapatától)             |
| 9  | FRA | CS    | Bryan Teixeira (kölcsönben a Clermont csapatától)          |
| 10 | AUT | KP    | Muhammed Cham Saračević (kölcsönben a Clermont csapatától) |
| 11 | CMR | CS    | Michael Cheukoua                                           |
| 12 | FRA | V     | Hakim Guenouche                                            |
| 13 | AUT | V     | Dragan Marceta                                             |
| 17 | AUT | KP    | Raul Marte                                                 |
| 18 | AUT | V     | Leo Mätzler (kölcsönben az Altach csapatától)              |
| 20 | BRA | KP    | Wallace                                                    |

| #  |     | Poszt | Név               |
| -- | --- | ----- | ----------------- |
| 21 | AUT | CS    | Jan Stefanon      |
| 23 | AUT | KP    | Pius Grabher      |
| 24 | AUT | KP    | Nicolai Bösch     |
| 25 | SUI | CS    | Haris Tabaković   |
| 27 | AUT | K     | Domenik Schierl   |
| 28 | BRA | V     | Anderson          |
| 31 | AUT | V     | Matthias Maak     |
| 33 | HUN | KP    | Tiefenbach Dániel |
| 35 | BRA | KP    | Adriel            |
| 37 | AUT | V     | Carlos Berlinger  |
| 44 | AUT | V     | Hannes Küng       |
| 79 | TUR | K     | Emre Yilmaz       |
| 98 | AUT | K     | Florian Eres      |

## Sikerei
- Osztrák 2. Liga: 2021–22

## Lásd még
- Labdarúgócsapatok listája

## Külső hivatkozások
- Hivatalos honlap (Német)